# Fupærinde
Et fupærinde eller narreærinde er, når man sender (nye) folk ud for at hente en ikke-eksisterende genstand. Det bruges typisk i håndværkerfag, hvor man bliver sendt af sted efter knofedt, kørneprikker eller andre opfindsomme genstande. Formålet er oprindeligt at vise den nye, at vedkommende ikke skal regne med at vide alt, og at man er underlagt de "gamle rotter" på stedet. Muligvis har turene med fupærinder været en del af behøvlingen i tidligere tider.
På Institut for Jysk Sprog- og Kulturforskning fik man i 1959 oplyst mere end 90 forskellige ord for den slags ikke-eksisterende ting.

## Ekstern henvisning
1. ↑  Birte Daugaard Jørgensen: Englefedt og pukkelblå - et kapitel af narrestregernes kulturhistorie. Arkiveret 9. juni 2007 hos  Wayback Machine Ord & Sag 9, s. 4-6. Institut for Jysk Sprog- og Kulturforskning.